# 가이우스 스크리보니우스 쿠리오
가이우스 스크리보니우스 쿠리오(Gaius Scribonius Curio)는 로마 공화정 말기의 부자의 이름이다. 아버지는 기원전 53년 죽었고 아들은 기원전 49년 죽었다.

## 아버지 쿠리오
쿠리오는 기원전 90년의 호민관이었고 술라와 함께 그리스에서 복무하였다. 기원전 76년에 집정관이 되었고 키케로의 친구로서 카틸리나의 음모에서 키케로를 지원하였다. 나중에 율리우스 카이사르의 정적이 되었고 기원전 53년 죽었다.

## 아들 쿠리오
가이우스 또는 퀸투스 스크리보니우스 쿠리오(기원전 90년 - 기원전 49년)는 집정관을 지낸 같은 이름의 아버지의 아들이다. 그는 율리우스 카이사르, 폼페이우스, 마르쿠스 안토니우스, 키케로등 당대 로마의 유력자들과 친구였다. 그는 대단한 열변가로 사람들을 선동하는데 탁월했다. 기원전 52년 가이우스 그라쿠스의 손녀인 풀비아와 결혼했다.
기원전 50년 그는 호민관이 되었고 카이사르의 지지자가 되어 원로원이 카이사르를 실각시키려 할 때 그를 옹호했다. 쿠리오는 끝까지 폼페이우스와 카이사르 사이를 중재하려고 했으나 실패하고 카이사르가 루비콘강을 건널때 로마에서 도망쳐 그와 합류했다. 카이사르가 로마에 돌아와서 그는 기원전 49년 법무관이 되었고 내전기간 동안 카이사르를 위해 싸웠다.
그해 북아프리카 바그라다스 강 전투에서 폼페이우스를 지지하는 누미디아의 군대와 싸우다 전사하였다.